# Ancerville (Moza)
Ancerville – miejscowość i gmina we Francji, w regionie Grand Est, w departamencie Moza.
Według danych na rok 1990 gminę zamieszkiwało 2869 osób, a gęstość zaludnienia wynosiła 133 osób/km² (wśród 2335 gmin Lotaryngii Ancerville plasuje się na 156. miejscu pod względem liczby ludności, natomiast pod względem powierzchni na miejscu 147.).